# 普莱洛
普莱洛（法語：Plélo，法語發音：[plelo]）是法国阿摩尔滨海省的一个市镇，位于该省中北部偏西，属于甘冈区。

## 地理
普莱洛（48°33'23"N, 2°56'48"W）面积43.38 平方千米，位于法国布列塔尼大區阿摩尔滨海省，该省份为法国西北部沿海省份，位于布列塔尼半岛北部，北濒大西洋英吉利海峡，西接菲尼斯泰尔省，南至莫尔比昂省，东临伊勒-维莱讷省。
与普莱洛接壤的市镇（或旧市镇、城区）包括：布兰戈洛、朗蒂克、普莱尔讷夫、普卢瓦拉、特雷戈默尔、特雷吉代勒、特雷米松、特雷西尼欧、沙泰洛德朗-普卢阿加特、波尔迪克。

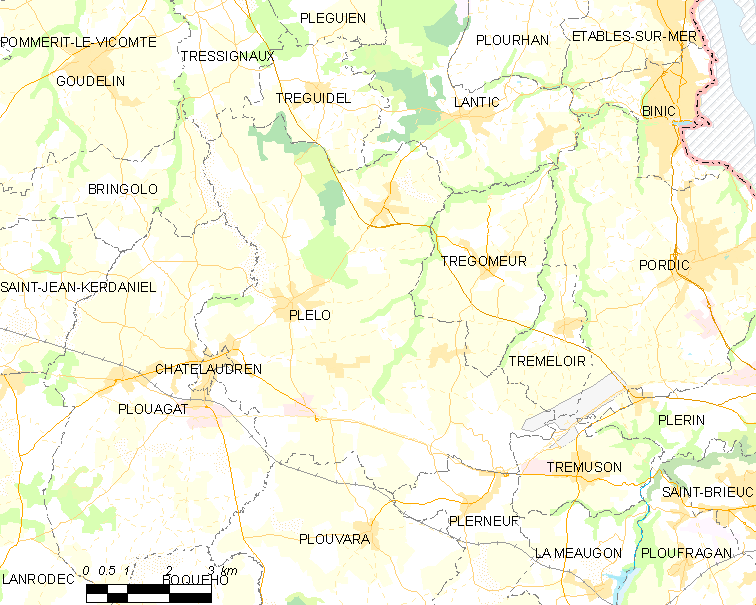
普莱洛的OSM定位图

普莱洛的时区为UTC+01:00、UTC+02:00（夏令时）。

## 行政
普莱洛的邮政编码为22170，INSEE市镇编码为22182。

## 政治
普莱洛所属的省级选区为普莱洛县。

## 人口

1962-2008年间普莱洛人口变化图示

普莱洛于2022年1月1日时的人口数量为3283人。